# Estrella variable R Coronae Borealis
Las estrellas variables R Coronae Borealis (variables R CrB o RCB) son un tipo de variables eruptivas supergigantes de tipo espectral F o G. Son ricas en carbono y pobres en hidrógeno, y se caracterizan por una drástica disminución en su luminosidad. Se piensa que estos mínimos están causados por material rico en carbono expulsado por la estrella durante un ciclo de pulsación. A medida que la nube se expande, ésta se enfría y se condensa en partículas de carbono que absorben gran parte de la luz emitida por la fotosfera de la estrella. Solamente cuando el polvo es desplazado por la presión de radiación, la estrella vuelve a su brillo normal.
Además se ha observado que en su brillo máximo las variables R Coronae Borealis muestran pequeñas variaciones en su brillo (como las cefeidas) de varias décimas de magnitud en períodos de 20 a 100 días.
Se piensa que la etapa variable R CrB es muy corta en comparación con la vida de una estrella, del orden de 1000 años, pues apenas se conocen 50 estrellas de este tipo.
La estrella prototípica es R Coronae Borealis, supergigante amarilla cuya magnitud habitual es en torno a 6, pero en intervalos irregulares su brillo desciende hasta magnitud 14 a lo largo de varias semanas. Puede tardar varios meses o hasta un año en recuperar el brillo inicial.

## Principales variables R Coronae Borealis
En la tabla siguiente figuran las variables R Coronae Borealis más brillantes, ordenadas de acuerdo a su magnitud máxima.
| Nombre                 | Magnitud máxima | Magnitud mínima | Tipo espectral |
| ---------------------- | --------------- | --------------- | -------------- |
| R Coronae Borealis     | 5,71            | 14,8            | C0,0(F8pep)    |
| RY Sagittarii          | 5,8             | 14              | G0Iaep(C1,0)   |
| V0854 Centauri         | 7,13            | 14,1            |                |
| XX Camelopardalis      | 8,09            | 9,8             | G1I(C0-2,0)    |
| LV Trianguli Australis | 8,28            | 8,35            |                |
| V Coronae Australis    | 8,3             | 16,5            | C(R0)          |
| RS Telescopii          | 9               | 14              | C(R0)          |
| UW Centauri            | 9,1             | 14,5            | K              |

Fuente: Variables R Coronae borealis type (Alcyone)